# Phtheochroa aureoalbida
Phtheochroa aureoalbida es una especie de polilla de la familia Tortricidae. La envergadura es de 14–17 mm. Se han registrado vuelos en adultos de junio a julio.

## Distribución
Se encuentra en América del Norte, donde se ha registrado en Alberta, Columbia Británica, Montana, Colorado y Saskatchewan.